# Weinmann
Weinmann was een Belgische wielerploeg actief in de jaren 1989 tot 1991. De ploeg werd bestuurd door Jules De Wever, Walter Godefroot en Patrick Lefevere. Hoofdsponsor was Weinmann, een Zwitserse bouwer van fietsonderdelen. 

## Historiek
De Wever, Godefroot en Lefevere begonnen met de formatie als Domex-Weinmann. Men reed tijdens het laatste seizoen op de racefietsen van Eddy Merckx, dewelke de ploeg vanaf mei 1991 kwam sponsoren. Overige sponsors waren SMM Uster en EVS. Enkele van de succesvolle Belgische renners die voor Weinmann reden zijn Carlo Bomans, Michel Dernies, Jan Goessens, Johnny Dauwe en Wilfried Nelissen. Superknechten zoals Peter Farazijn en Ludwig Willems legden de basis aan een mooie carrière bij deze ploeg. 
Domex-Weinmann, nadien simpelweg Weinmann geheten, had ook een aantal sterke Zwitserse renners in de rangen. In acht moet worden genomen Beat Breu, die naast wegrenner ook veldrijder was, en Thomas Wegmüller. Wegmüller eindigde in 1988 als tweede in Parijs-Roubaix achter de Belg Dirk Demol. Rolf Järmann reed bij Weinmann rond in de Zwitserse kampioenentrui en behaalde later succes in de heuvelklassiekers bij topploegen als Ariostea en Casino. Wegmüller en Järmann gingen beide sterk over de heuvels. Beat Breu won in 1989 de Ronde van Zwitserland voor Weinmann. 
De eerste twee seizoenen reden de Nederlandse broers Adrie en Jacques van der Poel bij Weinmann. In 1990 won Adrie van der Poel de Amstel Gold Race en aangezien hij ook veldrijder was won hij tweemaal op rij het Nederlands kampioenschap veldrijden (1989, 1990). Het laatste seizoen viel tegen voor Weinmann aangaande overwinningen in grotere (etappe)koersen: Carlo Bomans won een etappe in de Ster van Bessèges. Neoprof Wilfried Nelissen zegevierde in de Ronde van Luxemburg. Wegmüller behaalde een overwinning in de Ronde van Asturië. Zijn landgenoot Stefan Joho won twee etappes in de Ronde van Burgos, de laatste zege voor Weinmann.

## Bekende wielrenners
- Carlo Bomans
- Beat Breu
- Johnny Dauwe
- Michel Dernies
- Maarten Ducrot
- Peter Farazijn
- Jan Goessens
- Rolf Järmann
- Stefan Joho
- Wilfried Nelissen
- Patrick Robeet
- Adrie van der Poel
- Jacques van der Poel
- Thomas Wegmüller
- Ludwig Willems